# Parlements samis
Les Parlements samis sont des assemblées élues par les Samis des pays nordiques pour les représenter et traiter des affaires les concernant. 

## Localisation
Ils sont au nombre de trois :
- le Parlement sami de Finlande (1996) à Inari ;
- le Parlement sami de Norvège (1989) à Karasjok ;
- le Parlement sami de Suède (1993) à Kiruna[1].

Parlements samis
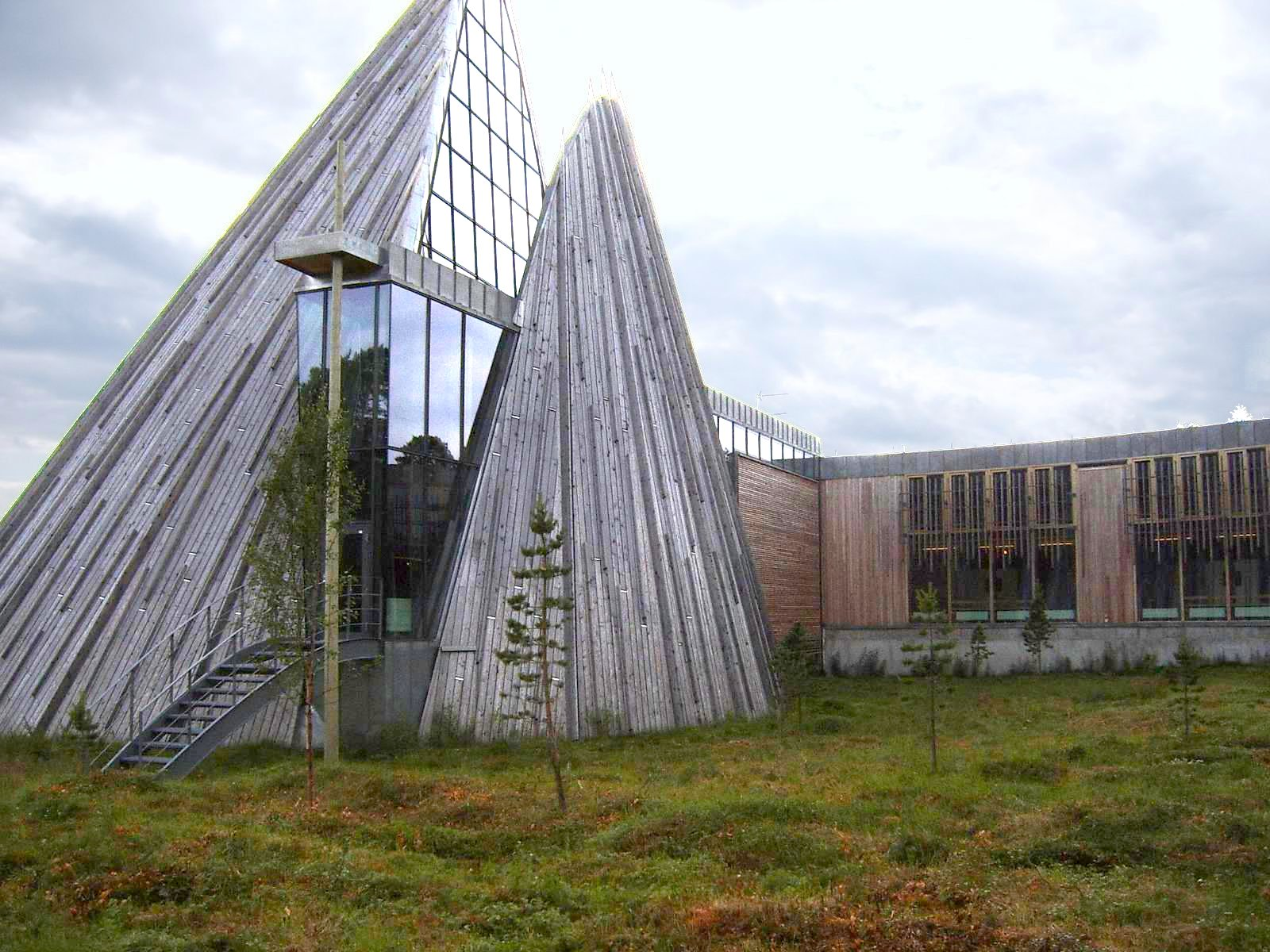
Parlement sami de Karasjok en Norvège
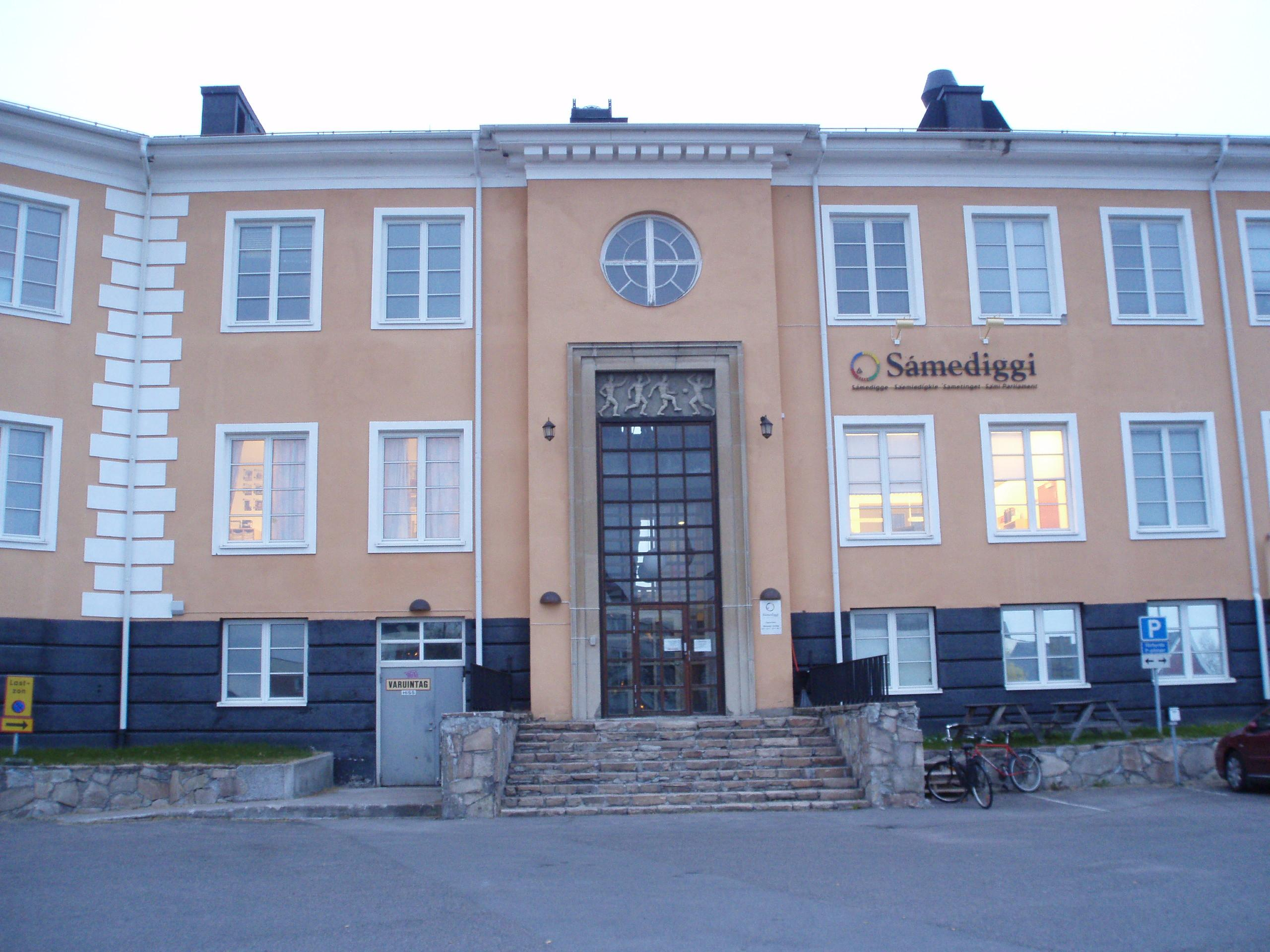
Parlement sami de Kiruna en Suède
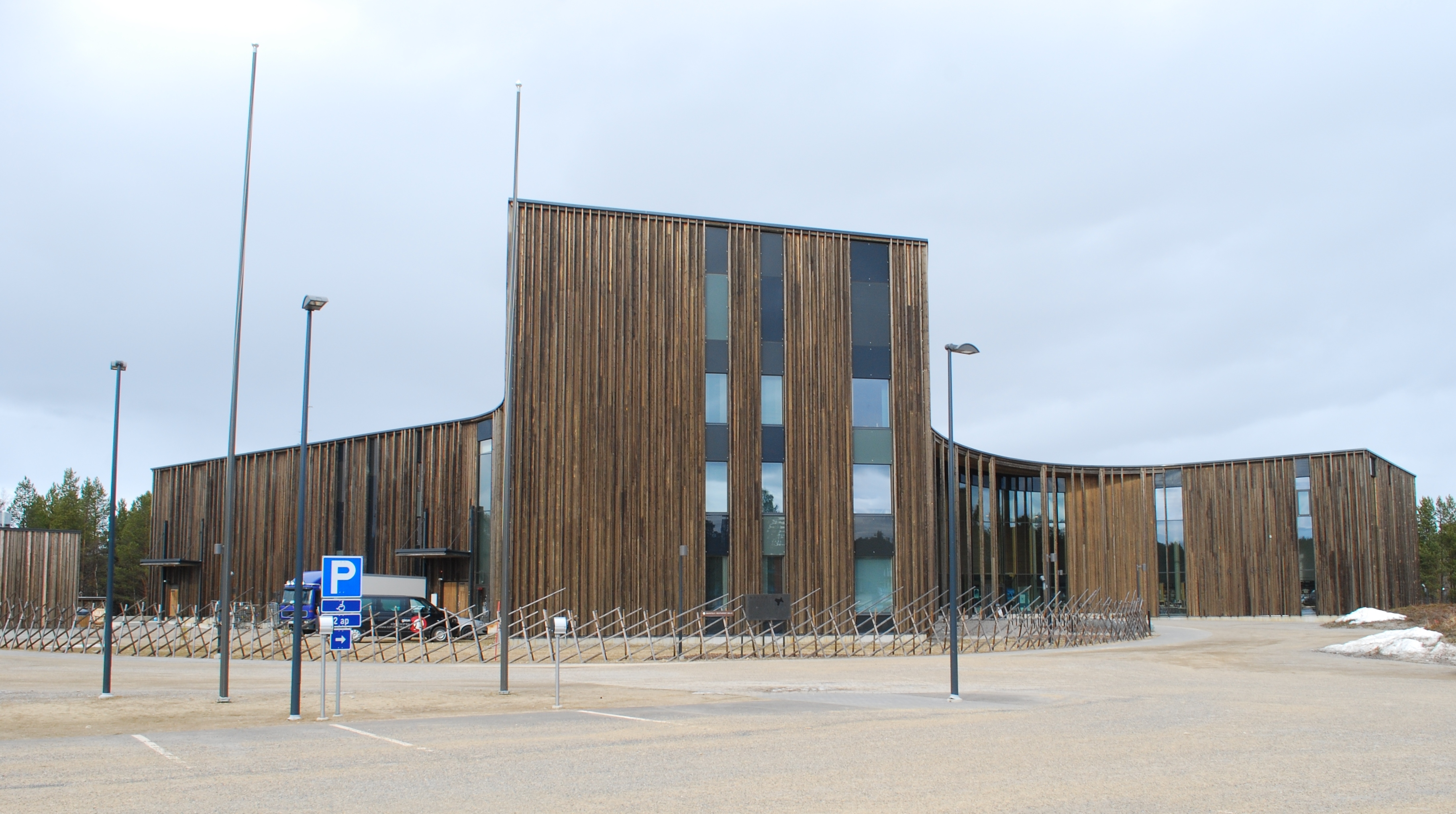
Centre culturel d'Inari en Finlande

Un Parlement sami de Russie non reconnu par la Russie existe également dans la péninsule de Kola depuis 2010.

## Histoire
Les parlements samis des pays nordiques, appelés les samelinget, sont institués à partir des années 1990, avec un statut consultatif, sauf en Norvège où la loi sur le Finmark votée en 2005 institue une cogestion du territoire entre l'État norvégien et le Parlement sami,. Leur création est la conséquence d'une montée des revendications linguistiques, économiques et écologiques des Samis,. Ils défendent la culture sami, notamment face aux pressions foncières liées à l'extension de l'agriculture, aux projets miniers ou au développement du tourisme. Dans les pays nordiques, l'existence des parlements samis est contestée par la droite populiste.
Les trois parlements samis se coordonnent par une conférence depuis 2001. Le caractère transnational de cette conférence parlementaire sami renforce le poids des revendications de ce peuple sur la scène internationale, notamment à l'ONU.